# Serioja
Pour plus de détails, voir Fiche technique et Distribution.
Serioja (Серёжа) est un film soviétique réalisé par Gueorgui Danielia et Igor Talankine, sorti en 1960,.

## Fiche technique
- Titre français : Serioja[3]
- Photographie : Anatoli Nitotchkin
- Musique : Boris Tchaïkovski
- Décors : Valeriia Nisskaia
- Montage : P. Tchetchetkina